# Nekrolog 1. Quartal 1998
Nekrolog
◄◄
| ◄
| 1994
| 1995
| 1996
| 1997
| 1998 | 1999 | 2000 | 2001 | 2002 | ► | ►►
1. Quartal |
2. Quartal |
3. Quartal |
4. Quartal 1998
Weitere Ereignisse | Allgemeiner Nekrolog 1998
Die Beschreibung der verstorbenen Person sollte so kurz wie möglich gehalten sein und nur deren signifikante Tätigkeit(en) enthalten.
Neue Namen ggf. auch unter dem Geburts- und Sterbedatum, also etwa unter 1. Januar und im Geburts- und Sterbejahr (2024) eintragen (nur bei entsprechender großer Wichtigkeit). Für Beispiele siehe die schon vorhandenen Artikel.
Außerdem über die fünf zuletzt Verstorbenen, zu denen es einen ausreichend guten Artikel für eine Präsentation auf der Hauptseite gibt, nach der todesbedingten Überarbeitung der Artikel ggf. auch unter Wikipedia Diskussion:Hauptseite informieren und sie am besten auch in den anderen Wikipedia-Sprachversionen eintragen. Tipp: Regelmäßig bei news.google.de nach „ist tot“, „gestorben“ oder „verstorben“ suchen.
Wenn eine Person gestorben ist, gibt es viele Seiten zu dieser Person in der Wikipedia, die davon auch betroffen sind und entsprechend aktualisiert werden müssen. Beispiele: Namenübersichtsseite, Geburtsjahr, Geburtsort-Seiten und viele mehr.
Wie finde ich die betroffenen Seiten?
Im Suchfeld auf der linken Seite gibt man den Suchbegriff so ein: „Vorname Nachname“. Dann klickt man auf Volltext und alle Seiten mit entsprechendem Suchtext werden aufgerufen. Hier sieht man dann schnell, wo auch das Todesjahr Sinn macht oder sogar ein Teil des Artikels angepasst werden muss. Auch hilft das „Werkzeug“ auf der linken Seite sehr gut, um solche Seiten aufzufinden: „Links auf diese Seite“. Somit ist die Wikipedia wieder aktuell in allen Bereichen! Hinweis: bei Eintragung der Kategorie „Gestorben JAHR“ wird der Missbrauchsfilter 49 ausgelöst, was jedoch nicht schlimm ist. Siehe: Spezial:Missbrauchsfilter/49
Dies ist eine Liste von im ersten Quartal 1998 verstorbenen bekannten Persönlichkeiten. Die Einträge erfolgen innerhalb der einzelnen Daten alphabetisch sortiert. Tiere sind im Nekrolog für Tiere zu finden.

## Januar
| Tag        | Name                                                | Beruf, bekannt als                                                                                              | Alter | Beleg |
| ---------- | --------------------------------------------------- | --- | ----- | ----- |
| 1. Januar  | Gustl Angstmann                                     | deutscher Schriftsteller                                                                                        | 50    |       |
| 1. Januar  | Haxhi Lleshi                                        | albanischer Präsident                                                                                           | 84    |       |
| 1. Januar  | Dave Schildkraut                                    | US-amerikanischer Altsaxofonist                                                                                 | 72    |       |
| 1. Januar  | Åke Seyffarth                                       | schwedischer Eisschnellläufer                                                                                   | 78    |       |
| 1. Januar  | Helen Wills Moody                                   | US-amerikanische Tennisspielerin                                                                                | 92    |       |
| 2. Januar  | Wilhelm Alzinger                                    | österreichischer Archäologe                                                                                     | 69    |       |
| 2. Januar  | Robert Beachboard                                   | US-amerikanischer Romanist                                                                                      | 88    |       |
| 2. Januar  | Max Colpet                                          | US-amerikanischer Schriftsteller, Drehbuchautor und Schlagertexter                                              | 92    |       |
| 2. Januar  | William Francis Kupfer                              | römisch-katholischer Geistlicher                                                                                | 88    |       |
| 2. Januar  | Fred Naumetz                                        | US-amerikanischer American-Football-Spieler                                                                     | 75    |       |
| 2. Januar  | Jochen Niethammer                                   | deutscher Mammaloge und Hochschullehrer                                                                         | 62    |       |
| 2. Januar  | Jacques Truchet                                     | französischer Romanist und Literaturwissenschaftler                                                             | 76    |       |
| 2. Januar  | Nick Venet                                          | US-amerikanischer Musikproduzent und Komponist                                                                  | 61    |       |
| 3. Januar  | Günter Drebusch                                     | deutscher Maler                                                                                                 | 72    |       |
| 3. Januar  | Otto von Hessen                                     | deutscher Frühgeschichtler und Mittelalterarchäologe                                                            | 60    |       |
| 3. Januar  | Giulio Salimei                                      | italienischer römisch-katholischer Geistlicher und Weihbischof in Rom                                           | 73    |       |
| 3. Januar  | Hans Sion                                           | deutscher Braumeister                                                                                           | 86    |       |
| 3. Januar  | Eugenio Soto                                        | chilenischer Fußballspieler und -trainer                                                                        | 88    |       |
| 3. Januar  | James Weeks                                         | US-amerikanischer Maler                                                                                         | 75    |       |
| 4. Januar  | Carlo Ludovico Bragaglia                            | italienischer Filmregisseur und Drehbuchautor                                                                   | 103   |       |
| 4. Januar  | Richard Clippinger                                  | US-amerikanischer Informatiker                                                                                  | 84    |       |
| 4. Januar  | Rees Gwerder                                        | Schweizer Volksmusiker und Meister des Stegreifspiels auf dem Schwyzerörgeli                                    | 86    |       |
| 4. Januar  | Mihály Iglói                                        | ungarischer Sportler und Nationaltrainer                                                                        | 89    |       |
| 4. Januar  | Placida Laubhardt                                   | christliche Widerstandskämpferin, Seelsorgerin                                                                  | 93    |       |
| 4. Januar  | Josef Ostermayer                                    | Schweizer Institutsleiter, Lehrer und Pädagoge                                                                  | 88    |       |
| 4. Januar  | Eduard Ploier                                       | österreichischer Erwachsenenbildner                                                                             | 67    |       |
| 4. Januar  | Mae Questel                                         | US-amerikanische Schauspielerin und Synchronsprecherin                                                          | 89    |       |
| 5. Januar  | Hugo Avendaño                                       | mexikanischer Bariton und Schauspieler                                                                          | 70    |       |
| 5. Januar  | Sonny Bono                                          | US-amerikanischer Sänger, Schauspieler und Politiker                                                            | 62    |       |
| 5. Januar  | Elisabeth Enseling                                  | deutsche Politikerin (CDU), MdB                                                                                 | 90    |       |
| 5. Januar  | Wilhelm Herz                                        | deutscher Motorradrennfahrer, Motorradweltrekordhalter (1951)                                                   | 85    |       |
| 5. Januar  | Alejandro Jiménez Lafeble                           | chilenischer Geistlicher, Bischof von Valdivia                                                                  | 61    |       |
| 5. Januar  | Wilhelm Sell                                        | gilt als der Wiedergründer des Nerother Wandervogels                                                            | 87    |       |
| 5. Januar  | Jürgen Stemmler                                     | deutscher Hockeyspieler und Trainer                                                                             | 51    |       |
| 5. Januar  | Theodor Vierck                                      | deutscher evangelischer Pfarrer                                                                                 | 87    |       |
| 5. Januar  | Georgi Wassiljewitsch Swiridow                      | russischer Komponist                                                                                            | 82    |       |
| 6. Januar  | Walter Barnes                                       | US-amerikanischer Schauspieler                                                                                  | 79    |       |
| 6. Januar  | Lotte Brott                                         | kanadische Cellistin und Musikmanagerin                                                                         | 75    |       |
| 6. Januar  | Otello Colangeli                                    | italienischer Filmeditor                                                                                        | 85    |       |
| 6. Januar  | Thomas Ellwein                                      | deutscher Politologe und Verwaltungswissenschaftler                                                             | 70    |       |
| 6. Januar  | Hanus við Høgadalsá                                 | färöischer Politiker der Republikaner (Tjóðveldisflokkurin)                                                     | 84    |       |
| 6. Januar  | Heinz Neubrand                                      | österreichischer Jazzmusiker und Komponist                                                                      | 76    |       |
| 6. Januar  | Murray Salem                                        | US-amerikanischer Schauspieler und Drehbuchautor                                                                | 47    |       |
| 6. Januar  | Wilhelm Scheperjans                                 | deutscher katholischer Geistlicher                                                                              | 85    |       |
| 6. Januar  | Otto Schmitt                                        | US-amerikanischer Biophysiker und Erfinder                                                                      | 84    |       |
| 7. Januar  | Owen Bradley                                        | US-amerikanischer Country-Musikproduzent                                                                        | 82    |       |
| 7. Januar  | Richard Hamming                                     | US-amerikanischer Mathematiker, einer der Begründer der Kodierungstheorie                                       | 82    |       |
| 7. Januar  | Henno Martin                                        | deutscher Geologe                                                                                               | 87    |       |
| 7. Januar  | Slawa Metreweli                                     | sowjetischer Fußballspieler und -trainer                                                                        | 61    |       |
| 7. Januar  | Hugo Paulikat                                       | deutscher Politiker (SPD)                                                                                       | 79    |       |
| 7. Januar  | Valerio Perentin                                    | italienischer Ruderer                                                                                           | 88    |       |
| 7. Januar  | François Peyrot                                     | Schweizer Architekt und Politiker (LPS)                                                                         | 79    |       |
| 7. Januar  | Vladimir Prelog                                     | Schweizer Chemiker                                                                                              | 91    |       |
| 7. Januar  | Frank Kenyon Roberts                                | britischer Botschafter                                                                                          | 90    |       |
| 8. Januar  | Jeanne Isabel Dorothy Ackland                       | kanadische Organistin, Pianistin, Musikpädagogin und Komponistin                                                | 83    |       |
| 8. Januar  | Anton Böhm                                          | österreichischer Journalist und Publizist                                                                       | 93    |       |
| 8. Januar  | Jimmy Butts                                         | US-amerikanischer Jazzmusiker                                                                                   | 80    |       |
| 08. Januar | Marie-Madeleine Dienesch                            | französische Politikerin                                                                                        | 83    |       |
| 8. Januar  | Rudolph Edse                                        | physikalischer Chemiker und Raketenpionier                                                                      | 84    |       |
| 8. Januar  | Albino Mensa                                        | italienischer römisch-katholischer Geistlicher, Erzbischof von Vercelli                                         | 81    |       |
| 8. Januar  | Shamima Shaikh                                      | islamische Frauenrechtlerin und Feministin                                                                      | 37    |       |
| 8. Januar  | Rudolf Sigl                                         | deutscher Geodät, Professor und Direktor des Instituts für Astronomische und Physikalische Geodäsie der TU M... | 69    |       |
| 9. Januar  | Fukui Ken’ichi                                      | japanischer Chemiker und Nobelpreisträger für Chemie                                                            | 79    |       |
| 9. Januar  | Günter Großmann                                     | deutscher Schiffbau-Ingenieur                                                                                   | 72    |       |
| 9. Januar  | Imrich Lichtenfeld                                  | israelischer Begründer des Selbstverteidigungssystems Krav Maga                                                 | 87    |       |
| 9. Januar  | Lia Manoliu                                         | rumänische Leichtathletin und Olympiasiegerin                                                                   | 65    |       |
| 9. Januar  | Willibald Martenstein                               | deutscher Politiker                                                                                             | 94    |       |
| 9. Januar  | Crisanto Darío Mata Cova                            | venezolanischer Geistlicher, Erzbischof von Ciudad Bolívar                                                      | 82    |       |
| 9. Januar  | Michael Tippett                                     | englischer Komponist                                                                                            | 93    |       |
| 10. Januar | Wolfgang Hahn                                       | deutscher Mathematiker und Hochschullehrer                                                                      | 86    |       |
| 10. Januar | Martin Hänisch                                      | deutscher Grafiker und Maler                                                                                    | 87    |       |
| 10. Januar | Mona Karff                                          | US-amerikanische Schachspielerin                                                                                | 83    |       |
| 10. Januar | Karl Erich Müller                                   | deutscher Maler und Grafiker                                                                                    | 80    |       |
| 10. Januar | Victor Papanek                                      | österreichisch-US-amerikanischer Designer und Designtheoretiker                                                 | 74    |       |
| 10. Januar | György Targonski                                    | ungarisch-deutscher Mathematiker                                                                                | 69    |       |
| 10. Januar | Lars Zebroski                                       | US-amerikanischer Radrennfahrer                                                                                 | 56    |       |
| 11. Januar | Hasan Ceka                                          | albanischer Prähistoriker                                                                                       | 97    |       |
| 11. Januar | Paul-Henry Chombart de Lauwe                        | französischer Soziologe                                                                                         | 84    |       |
| 11. Januar | Adolf Graf                                          | deutscher Jurist, Verwaltungsbeamter und Politiker (FDP)                                                        | 84    |       |
| 11. Januar | Gerhard Hartwich                                    | deutscher Zoologe                                                                                               | 71    |       |
| 11. Januar | Erik Jarvik                                         | schwedischer Paläozoologe                                                                                       | 90    |       |
| 11. Januar | Hermann Lanz                                        | österreichischer Ingenieur, Segelflieger und Münzhändler                                                        | 87    |       |
| 11. Januar | Win Mortimer                                        | kanadischer Comiczeichner                                                                                       | 78    |       |
| 11. Januar | Hermanas Perelšteinas                               | litauischer Chordirigent und Musikpädagoge                                                                      | 74    |       |
| 11. Januar | Miroslav Raichl                                     | tschechischer Komponist und Musikpädagoge                                                                       | 67    |       |
| 11. Januar | Bedri Spahiu                                        | albanischer kommunistischer Politiker                                                                           | 89    |       |
| 11. Januar | Klaus Tennstedt                                     | deutscher Dirigent                                                                                              | 71    |       |
| 11. Januar | John Wells                                          | britischer Schauspieler                                                                                         | 61    |       |
| 12. Januar | Peter Jona Korn                                     | deutscher Musiker und Komponist                                                                                 | 75    |       |
| 12. Januar | Elke Lang                                           | deutsche Schauspielerin, Bühnenbildnerin und Regisseurin                                                        | 45    |       |
| 12. Januar | Mark MacGuigan                                      | kanadischer Politiker                                                                                           | 66    |       |
| 12. Januar | Libuše Moníková                                     | tschechische deutschsprachige Schriftstellerin                                                                  | 52    |       |
| 12. Januar | Phyllis Nelson                                      | US-amerikanische Sängerin                                                                                       | 47    |       |
| 12. Januar | Friedrich Pöting                                    | deutscher Politiker (SPD), MdBB                                                                                 | 76    |       |
| 12. Januar | Ramón Sampedro                                      | spanischer Tetraplegiker und Befürworter der Sterbehilfe                                                        | 55    |       |
| 13. Januar | Joseph Bintener                                     | luxemburgischer Radsportler                                                                                     | 80    |       |
| 13. Januar | Jørgen Blaksted                                     | dänischer Schauspieler                                                                                          | 61    |       |
| 13. Januar | John Robert Booker                                  | australischer Geotechnik-Ingenieur                                                                              | 55    |       |
| 13. Januar | Antanas Būdvytis                                    | litauischer Agronom und Politiker                                                                               | 69    |       |
| 13. Januar | Martin Flämig                                       | deutscher evangelischer Kreuzkantor in Dresden                                                                  | 84    |       |
| 13. Januar | Lilianna Lungina                                    | sowjetische Literaturübersetzerin                                                                               | 77    |       |
| 13. Januar | Bob Martin                                          | österreichischer Sänger                                                                                         | 75    |       |
| 13. Januar | Wolfgang Weischet                                   | deutscher Meteorologe, Geograph und Klimatologe                                                                 | 77    |       |
| 13. Januar | Kurt Weißenfels                                     | deutscher Fußballspieler                                                                                        | 77    |       |
| 14. Januar | Edda Albertini                                      | italienische Schauspielerin                                                                                     | 71    |       |
| 14. Januar | Safiye Ayla                                         | türkische Sängerin                                                                                              | 90    |       |
| 15. Januar | Georg Eisler                                        | österreichischer Maler und Grafiker                                                                             | 69    |       |
| 15. Januar | Clarice Kennedy                                     | australische Hürdenläuferin und Speerwerferin                                                                   | 87    |       |
| 15. Januar | Marguerite Kuczynski                                | deutsche Literatur- und Wirtschaftswissenschaftlerin                                                            | 93    |       |
| 15. Januar | Duncan McNaughton                                   | kanadischer Leichtathlet                                                                                        | 87    |       |
| 15. Januar | Gulzarilal Nanda                                    | indischer Politiker                                                                                             | 99    |       |
| 15. Januar | Ahmed Oudjani                                       | französisch-algerischer Fußballspieler                                                                          | 60    |       |
| 15. Januar | Karl-Heinz Weger                                    | deutscher katholischer Theologe und Philosoph                                                                   | 65    |       |
| 15. Januar | Junior Wells                                        | US-amerikanischer Blues-Musiker                                                                                 | 63    |       |
| 15. Januar | Franzsepp Würtenberger                              | deutscher Kunsthistoriker                                                                                       | 88    |       |
| 16. Januar | Peter Diamand                                       | niederländischer Musikmanager                                                                                   | 84    |       |
| 16. Januar | Dimitris Horn                                       | griechischer Schauspieler und Regisseur                                                                         | 76    |       |
| 16. Januar | Gennadi Wassiljewitsch Kolbin                       | russischer Politiker, Parteisekretär in Kasachstan                                                              | 70    |       |
| 16. Januar | Viktor Kraft                                        | österreichischer Architekt, Maler und Schriftsteller                                                            | 85    |       |
| 16. Januar | Lorenzo Mongiardino                                 | italienischer Innenarchitekt, Bühnen- und Szenenbildner                                                         | 81    |       |
| 16. Januar | Tommy Pederson                                      | US-amerikanischer Jazz-Posaunist                                                                                | 77    |       |
| 16. Januar | Richard Slansky                                     | US-amerikanischer Physiker                                                                                      |       |       |
| 16. Januar | Ernst Tewes                                         | deutscher Geistlicher, Weihbischof der römisch-katholischen Kirche im Erzbistum München und Freising            | 89    |       |
| 16. Januar | Ludwig Waldleitner                                  | deutscher Filmproduzent                                                                                         | 84    |       |
| 16. Januar | Hermann Wedekind                                    | deutscher Tenor, Schauspieler und Theaterregisseur                                                              | 87    |       |
| 17. Januar | Willy A. Fiedler                                    | deutsch-US-amerikanischer Raketenexperte                                                                        | 89    |       |
| 17. Januar | Junior Kimbrough                                    | US-amerikanischer Blues-Musiker                                                                                 | 67    |       |
| 17. Januar | Hans-Rudolf Lutz                                    | Schweizer Typograf und Grafiker                                                                                 | 59    |       |
| 17. Januar | Cliffie Stone                                       | US-amerikanischer Country-Musiker, Moderator und Produzent                                                      | 80    |       |
| 18. Januar | Maria Judite de Carvalho                            | portugiesische Autorin                                                                                          | 76    |       |
| 18. Januar | Kurt Drees                                          | deutscher Politiker (CDU)                                                                                       |       |       |
| 18. Januar | John Cedric Goligher                                | britischer Chirurg                                                                                              | 85    |       |
| 18. Januar | Clarence Love                                       | US-amerikanischer Jazz-Bandleader und Saxophonist                                                               | 89    |       |
| 18. Januar | Josef Schneider                                     | römisch-katholischer Erzbischof von Bamberg                                                                     | 91    |       |
| 18. Januar | Wilhelm Törsleff                                    | schwedischer Segler                                                                                             | 91    |       |
| 18. Januar | Josip Uhač                                          | kroatischer Bischof der römisch-katholischen Kirche und Diplomat des Heiligen Stuhls                            | 73    |       |
| 18. Januar | James Villiers                                      | britischer Film- und Fernsehschauspieler                                                                        | 64    |       |
| 18. Januar | Walter Wicclair                                     | deutsch-US-amerikanischer Schauspieler, Theaterregisseur, -direktor und Autor                                   | 96    |       |
| 19. Januar | Cornelis Kalkman                                    | niederländischer Botaniker                                                                                      | 69    |       |
| 19. Januar | Werner Korth                                        | deutscher Geheimdienstler, Offizier des Ministeriums für Staatssicherheit (MfS) der DDR                         | 68    |       |
| 19. Januar | Carl Perkins                                        | US-amerikanischer Rockabilly-Musiker                                                                            | 65    |       |
| 20. Januar | Bobo Brazil                                         | US-amerikanischer Wrestler                                                                                      | 73    |       |
| 20. Januar | Jacob Cohen                                         | US-amerikanischer Psychologe                                                                                    |       |       |
| 20. Januar | Gretel Haas-Gerber                                  | deutsche Malerin                                                                                                | 94    |       |
| 20. Januar | Sebulon Hammer                                      | israelischer Politiker und Minister                                                                             | 61    |       |
| 20. Januar | Uwe Herder                                          | deutscher Politiker (SPD), MdL                                                                                  | 55    |       |
| 20. Januar | Johannes Kemter                                     | deutscher Konzertmusiker, Opernsänger und Gesangspädagoge                                                       | 79    |       |
| 20. Januar | Theodora Konecny                                    | österreichische Politikerin (SPÖ), Mitglied des Bundesrates                                                     | 73    |       |
| 20. Januar | Nino Pirrotta                                       | italienischer Musikwissenschaftler und -pädagoge                                                                | 89    |       |
| 21. Januar | A. J. W. Duijvestijn                                | niederländischer Informatiker und Mathematiker                                                                  | 70    |       |
| 21. Januar | Eduard M. Fallet                                    | Schweizer Wirtschaftswissenschaftler, Musiker und Lokalhistoriker                                               | 93    |       |
| 21. Januar | Ernst Zeno Ichenhäuser                              | deutscher Schriftsteller und Journalist                                                                         | 77    |       |
| 21. Januar | Friedrich Kessler                                   | deutsch-US-amerikanischer Jurist                                                                                | 96    |       |
| 21. Januar | Yoshifumi Kondō                                     | japanischer Trickfilmzeichner                                                                                   | 47    |       |
| 21. Januar | Jack Lord                                           | US-amerikanischer Film- und Theaterschauspieler sowie Filmregisseur und -produzent                              | 77    |       |
| 21. Januar | Louis Thiétard                                      | französischer Radrennfahrer                                                                                     | 87    |       |
| 22. Januar | C. Elmer Anderson                                   | US-amerikanischer Politiker                                                                                     | 85    |       |
| 22. Januar | Edward F. Arn                                       | US-amerikanischer Jurist und Politiker                                                                          | 91    |       |
| 22. Januar | Ian Lawson                                          | britischer Offizier der Luftstreitkräfte des Vereinigten Königreichs                                            | 80    |       |
| 22. Januar | Wolfgang Spießl                                     | deutscher Politiker (Freie Wähler, CSU)                                                                         | 59    |       |
| 23. Januar | John Forbes                                         | australischer Dichter                                                                                           |       |       |
| 23. Januar | Leo Fromer                                          | Schweizer Steuerrechtler                                                                                        | 86    |       |
| 23. Januar | Otto Gerhartl                                       | österreichischer Politiker (SPÖ), Landtagsabgeordneter                                                          | 90    |       |
| 23. Januar | Ralf Kirsten                                        | deutscher Filmregisseur und Drehbuchautor                                                                       | 67    |       |
| 23. Januar | Hilla Limann                                        | ghanaischer Politiker, Präsident von Ghana (1979–1981)                                                          | 63    |       |
| 23. Januar | Jakob Mois                                          | deutscher Priester, Heimatforscher und Historiker                                                               | 90    |       |
| 23. Januar | Alfredo Ormando                                     | italienischer Schriftsteller                                                                                    | 39    |       |
| 23. Januar | Victor Pasmore                                      | britischer Maler und Reliefkünstler                                                                             | 89    |       |
| 23. Januar | Ernest Peirce                                       | südafrikanischer Boxer                                                                                          | 88    |       |
| 23. Januar | Kurt Prokscha                                       | deutscher Dirigent und Musikdirektor                                                                            | 78    |       |
| 23. Januar | Friedrich Josias Prinz von Sachsen-Coburg und Gotha | deutscher Kaufmann, Chef des Hauses Sachsen-Coburg und Gotha                                                    | 79    |       |
| 23. Januar | Kurt Sterneck                                       | österreichischer Schauspieler, Regisseur und Hörspielsprecher                                                   | 78    |       |
| 23. Januar | Mohammad Yusuf                                      | afghanischer Politiker und Technokrat                                                                           |       |       |
| 24. Januar | Walter Bishop junior                                | US-amerikanischer Jazzpianist                                                                                   | 70    |       |
| 24. Januar | Justin Tubb                                         | US-amerikanischer Country-Musiker                                                                               | 62    |       |
| 25. Januar | Nodar Achalkazi                                     | georgisch-sowjetischer Fußballspieler, -trainer und -funktionär                                                 | 60    |       |
| 25. Januar | Carlos Alvarado                                     | costa-ricanischer Radrennfahrer                                                                                 | 68    |       |
| 25. Januar | Peter Aschenbrenner                                 | österreichischer Bergsteiger                                                                                    | 95    |       |
| 25. Januar | Kurt Christians                                     | deutscher Drucker und Verleger                                                                                  | 88    |       |
| 25. Januar | Robert E. Lee Faris                                 | US-amerikanischer Soziologe                                                                                     | 90    |       |
| 25. Januar | Fritz Langner                                       | deutscher Fußballspieler und -trainer                                                                           | 85    |       |
| 25. Januar | Roy Porter                                          | US-amerikanischer Jazzmusiker                                                                                   | 74    |       |
| 25. Januar | Attila Zoller                                       | ungarischer Jazzmusiker                                                                                         | 70    |       |
| 26. Januar | Emilio Alarcos Llorach                              | spanischer Romanist, Hispanist und Sprachwissenschaftler                                                        | 75    |       |
| 26. Januar | Rie Lips-Odinot                                     | niederländische Politikerin und Widerstandskämpferin                                                            | 89    |       |
| 26. Januar | Lee Moses                                           | US-amerikanischer R&B- und Soulsänger                                                                           | 56    |       |
| 26. Januar | Martha Naujoks                                      | kommunistische Widerstandskämpferin gegen den Nationalsozialismus                                               | 94    |       |
| 26. Januar | Robert Louis Politzer                               | US-amerikanischer Romanist, Linguist und Fremdsprachendidaktiker österreichischer Herkunft                      | 76    |       |
| 26. Januar | Ursula Sellschopp                                   | deutsche Gynäkologin                                                                                            | 82    |       |
| 26. Januar | Suzuki Shin’ichi                                    | japanischer Violinist                                                                                           | 99    |       |
| 27. Januar | Hans Gehrels                                        | deutscher Landrat                                                                                               | 93    |       |
| 27. Januar | Paul Gerhardt Möller                                | deutscher evangelischer Geistlicher, Missionar und theologischer Autor                                          | 94    |       |
| 27. Januar | Assia Noris                                         | russisch-italienische Schauspielerin                                                                            | 85    |       |
| 27. Januar | Geoffrey Trease                                     | englischer Schriftsteller                                                                                       | 88    |       |
| 28. Januar | Bernard Joseph Flanagan                             | US-amerikanischer Geistlicher, Bischof von Worcester                                                            | 89    |       |
| 28. Januar | Shōtarō Ishinomori                                  | japanischer Manga-Zeichner                                                                                      | 60    |       |
| 29. Januar | Ugo Bologna                                         | italienischer Schauspieler                                                                                      | 80    |       |
| 29. Januar | Bruno Goller                                        | deutscher Maler                                                                                                 | 96    |       |
| 29. Januar | Roswitha Haftmann                                   | Schweizer Galeristin                                                                                            | 74    |       |
| 29. Januar | Heinrich Hoffmann                                   | deutscher Marineoffizier                                                                                        | 87    |       |
| 29. Januar | Ilse Lübben                                         | deutsche Politikerin (SPD), MdL                                                                                 | 61    |       |
| 29. Januar | Raleigh Morgan, Jr.                                 | US-amerikanischer Romanist, Frankokanadist und Kreolist                                                         |       |       |
| 29. Januar | Rob Mulders                                         | niederländischer Radrennfahrer                                                                                  | 30    |       |
| 29. Januar | Hans Rauhaus                                        | deutscher Ingenieur und Politiker (CDU), MdB                                                                    | 93    |       |
| 29. Januar | Robert W. Scribner                                  | australischer Historiker                                                                                        | 56    |       |
| 30. Januar | Héctor Campos-Parsi                                 | puerto-ricanischer Komponist                                                                                    | 75    |       |
| 30. Januar | Louis Chaillot                                      | französischer Bahnradsportler                                                                                   | 83    |       |
| 30. Januar | Björn Dahlberg                                      | schwedischer Mathematiker                                                                                       | 48    |       |
| 30. Januar | Samuel Eilenberg                                    | polnischer Mathematiker, gilt als Begründer der Kategorientheorie                                               | 84    |       |
| 30. Januar | Hermann Göritz                                      | deutscher Gärtner und Landschaftsarchitekt                                                                      | 95    |       |
| 30. Januar | Karl Hauffe                                         | deutscher Chemiker                                                                                              | 84    |       |
| 30. Januar | August Locherer                                     | deutscher Müller, Politiker (SAPD, KPD, DFU, DKP), Gewerkschafter und Widerstandskämpfer gegen den Nationals... | 95    |       |
| 30. Januar | Ferdy Mayne                                         | deutschstämmiger Schauspieler                                                                                   | 81    |       |
| 30. Januar | Lesslie Newbigin                                    | britischer Missionar                                                                                            | 88    |       |
| 30. Januar | Luise Walker                                        | österreichische Gitarristin                                                                                     | 87    |       |
| Januar     | Albrecht Heise                                      | deutscher Sprach- und Literaturwissenschaftler                                                                  |       |       |
| Januar     | Eridadi Mukwanga                                    | ugandischer Boxer                                                                                               | 54    |       |

## Februar
| Tag         | Name                                     | Beruf, bekannt als                                                                                              | Alter | Beleg |
| ----------- | ---------------------------------------- | --- | ----- | ----- |
| 1. Februar  | Robert Creighton Buck                    | US-amerikanischer Mathematiker                                                                                  | 77    |       |
| 1. Februar  | Marga Faulstich                          | deutsche Glaschemikerin                                                                                         | 82    |       |
| 1. Februar  | Sheila Watson                            | kanadische Schriftstellerin, Kritikerin, Verlegerin und Dozentin                                                | 88    |       |
| 2. Februar  | Raymond Bernard Cattell                  | britisch-US-amerikanischer Psychologe                                                                           | 92    |       |
| 2. Februar  | Duilio del Prete                         | italienischer Schauspieler                                                                                      | 59    |       |
| 2. Februar  | Helmut Ferner                            | deutscher Anatom                                                                                                | 85    |       |
| 2. Februar  | Ronald Martin Foster                     | US-amerikanischer Ingenieur für Elektrische Netztheorie                                                         | 101   |       |
| 2. Februar  | Gertrude Goldhaber                       | deutsch-US-amerikanische Kernphysikerin                                                                         | 86    |       |
| 2. Februar  | Ferdinand Hermens                        | deutsch-US-amerikanischer Politikwissenschaftler und Nationalökonom                                             | 91    |       |
| 2. Februar  | Hans Peter Ipsen                         | deutscher Rechtswissenschaftler                                                                                 | 90    |       |
| 2. Februar  | Nina Jemeljanowa                         | sowjetische bzw. russische Pianistin, Musikpädagogin und Hochschullehrerln                                      | 85    |       |
| 2. Februar  | Karl W. Kamper                           | US-amerikanischer Astronom                                                                                      | 56    |       |
| 2. Februar  | Haroun Tazieff                           | französischer Vulkanologe                                                                                       | 83    |       |
| 3. Februar  | Joey Archibald                           | US-amerikanischer Boxer                                                                                         | 83    |       |
| 3. Februar  | Fat Pat                                  | US-amerikanischer Rapper                                                                                        | 27    |       |
| 3. Februar  | Xenija Gemp                              | russische bzw. sowjetische Algologin und Ethnographin                                                           | 103   |       |
| 3. Februar  | Gabriel Laub                             | tschechischer deutschsprachiger Journalist, Satiriker und Aphoristiker                                          | 69    |       |
| 3. Februar  | Gerda Rodel                              | Schweizer Journalistin und Sozialistin                                                                          | 83    |       |
| 3. Februar  | Nicholas Saunders                        | britischer Entrepreneur, Autor und Aktivist                                                                     | 60    |       |
| 3. Februar  | Gerhard Steffens                         | deutscher Politiker (CDU), MdL                                                                                  | 70    |       |
| 3. Februar  | Karla Faye Tucker                        | zweifache US-amerikanische Mörderin                                                                             | 38    |       |
| 4. Februar  | Axel Arndt                               | deutscher Künstler                                                                                              | 56    |       |
| 4. Februar  | Madelyn Davidson                         | US-amerikanische Politikerin und Treasurer von Vermont                                                          | 84    |       |
| 4. Februar  | Roland Kaiser                            | deutscher Schauspieler und Synchronsprecher                                                                     | 54    |       |
| 4. Februar  | Davy Kaye                                | britischer Schauspieler                                                                                         | 81    |       |
| 4. Februar  | Zoran Kosanović                          | jugoslawischer und kanadischer Tischtennisspieler                                                               | 42    |       |
| 4. Februar  | Paul Schachtschabel                      | deutscher Bodenkundler                                                                                          | 93    |       |
| 5. Februar  | Reinhard A. Bitter                       | deutscher Geschäftsführer des Beamtenheimstättenwerkes                                                          | 91    |       |
| 5. Februar  | Herbert Culmann                          | deutscher Jurist und Vorstandsvorsitzender der Deutschen Lufthansa AG (1972–1982)                               | 76    |       |
| 5. Februar  | Douglas Gamley                           | australischer Filmkomponist                                                                                     | 73    |       |
| 5. Februar  | Kim Ki-young                             | südkoreanischer Filmregisseur                                                                                   | 78    |       |
| 5. Februar  | Eugen Kuntz                              | deutscher Geodät                                                                                                | 72    |       |
| 5. Februar  | Eduardo Francisco Pironio                | argentinischer Kardinal der römisch-katholischen Kirche                                                         | 77    |       |
| 5. Februar  | Hans Stucki                              | Schweizer Koch                                                                                                  | 78    |       |
| 5. Februar  | Adolfo Tortolo                           | argentinischer Bischof                                                                                          | 86    |       |
| 5. Februar  | Hans Wallach                             | deutsch-US-amerikanischer Experimentalpsychologe                                                                | 93    |       |
| 5. Februar  | Nick Webb                                | britischer Kinderdarsteller, Musiker und Komponist                                                              |       |       |
| 6. Februar  | Claude Érignac                           | französischer politischer Beamter                                                                               | 60    |       |
| 6. Februar  | Falco                                    | österreichischer Musiker                                                                                        | 40    |       |
| 6. Februar  | John Gensel                              | US-amerikanischer Geistlicher                                                                                   | 80    |       |
| 6. Februar  | Howard C. Goodman                        | US-amerikanischer Immunologe                                                                                    |       |       |
| 6. Februar  | Gerhard Jentsch                          | deutscher Schauspieler, Hörspiel- und Synchronsprecher                                                          | 73    |       |
| 6. Februar  | Vera Kopetz                              | deutsche Malerin und Grafikerin                                                                                 | 87    |       |
| 6. Februar  | Walter E. Lellek                         | deutscher Politiker (CDU), MdL                                                                                  | 73    |       |
| 6. Februar  | Nazim al-Qudsi                           | syrischer Politiker                                                                                             | 91    |       |
| 6. Februar  | Peggy Robertson                          | Assistentin von Alfred Hitchcock                                                                                | 81    |       |
| 6. Februar  | Argemiro Roque                           | brasilianischer Sprinter und Mittelstreckenläufer                                                               | 74    |       |
| 6. Februar  | Ferenc Sidó                              | ungarischer Tischtennisspieler                                                                                  | 74    |       |
| 6. Februar  | Toshiaki Tanaka                          | japanischer Tischtennisspieler                                                                                  | 62    |       |
| 6. Februar  | Oscar Thiffault                          | kanadischer Folksänger                                                                                          | 85    |       |
| 6. Februar  | Maurice Van Herzele                      | belgischer Radrennfahrer                                                                                        | 80    |       |
| 6. Februar  | Carl Wilson                              | US-amerikanischer Musiker (The Beach Boys)                                                                      | 51    |       |
| 7. Februar  | Gunther Baumann                          | deutscher Fußballspieler und -trainer                                                                           | 77    |       |
| 7. Februar  | Ascanio Cortés                           | chilenischer Fußballspieler                                                                                     | 83    |       |
| 7. Februar  | Mashal                                   | afghanischer Miniaturmaler                                                                                      |       |       |
| 7. Februar  | Lawrence Sanders                         | US-amerikanischer Schriftsteller                                                                                | 77    |       |
| 8. Februar  | Alby Cullaz                              | französischer Jazz-Kontrabassist                                                                                | 56    |       |
| 8. Februar  | Erich Emigholz                           | Theater-, Film- und Fernsehkritiker                                                                             | 75    |       |
| 8. Februar  | Halldór Laxness                          | isländischer Schriftsteller und Literaturnobelpreisträger                                                       | 95    |       |
| 8. Februar  | Robert Lynn                              | Unternehmer und Mitbegründer des Kurier-Unternehmens DHL                                                        |       |       |
| 8. Februar  | Enoch Powell                             | britischer Politiker                                                                                            | 85    |       |
| 8. Februar  | J. B. Salsberg                           | kanadischer Politiker                                                                                           | 95    |       |
| 8. Februar  | Julian L. Simon                          | US-amerikanischer Ökonom und Hochschullehrer                                                                    | 65    |       |
| 8. Februar  | Aloys Wein                               | deutscher Kunstmaler                                                                                            | 90    |       |
| 9. Februar  | Hal Derwin                               | US-amerikanischer Jazz-Sänger und Bigband-Leader                                                                | 83    |       |
| 9. Februar  | Otto Kraupp                              | österreichischer Pharmakologe und Hochschullehrer                                                               | 77    |       |
| 9. Februar  | William Ronald                           | kanadischer Maler                                                                                               | 71    |       |
| 9. Februar  | Maurice Schumann                         | französischer Politiker (MRP), Mitglied der Nationalversammlung                                                 | 86    |       |
| 10. Februar | Pablo Armitano                           | venezolanischer Trompeter, Militärkapellmeister und Musikpädagoge                                               | 73    |       |
| 10. Februar | Albert Ehrismann                         | Schweizer Lyriker, Dramatiker und Erzähler                                                                      | 89    |       |
| 10. Februar | Hans Haage                               | deutsches SS-Mitglied, stellvertretender Kommandant der Durchgangslager Fossoli und Bozen                       | 92    |       |
| 10. Februar | Richard Kotuk                            | US-amerikanischer Journalist, Filmregisseur und Filmproduzent                                                   | 55    |       |
| 10. Februar | Erich Mückenberger                       | deutscher Politiker (SPD, SED), MdV, Mitglied des Politbüros des ZK der SED und Vorsitzender der Zentralen P... | 87    |       |
| 10. Februar | Ingomar Pust                             | österreichischer Publizist                                                                                      | 85    |       |
| 11. Februar | Wilhelm van Bekkum                       | niederländischer Ordensgeistlicher, Bischof von Ruteng                                                          | 87    |       |
| 11. Februar | Alfred Bögli                             | Schweizer Höhlenforscher                                                                                        | 85    |       |
| 11. Februar | Cyrille Delannoit                        | belgischer Boxer                                                                                                | 71    |       |
| 11. Februar | Albrecht Fabri                           | deutscher Schriftsteller                                                                                        | 86    |       |
| 11. Februar | Josef Issels                             | deutscher Arzt                                                                                                  | 90    |       |
| 11. Februar | Luc Auguste Sangaré                      | malischer Geistlicher, Erzbischof von Bamako                                                                    | 72    |       |
| 12. Februar | Gardner Ackley                           | US-amerikanischer Ökonom                                                                                        | 82    |       |
| 12. Februar | George Humphrey Middleton                | britischer Botschafter                                                                                          | 88    |       |
| 12. Februar | Bernhard Panzram                         | deutscher katholischer Theologe und Hochschullehrer                                                             | 96    |       |
| 12. Februar | Ralf Reichenbach                         | deutscher Leichtathlet und Olympiateilnehmer                                                                    | 47    |       |
| 12. Februar | Georges Riquier                          | französischer Schauspieler                                                                                      | 80    |       |
| 13. Februar | Norman Calder                            | britischer Historiker und Islamwissenschaftler                                                                  | ≈47   |       |
| 13. Februar | Thomas Chapin                            | US-amerikanischer Jazzmusiker                                                                                   | 40    |       |
| 13. Februar | Jo Clayton                               | US-amerikanische Schriftstellerin                                                                               | 58    |       |
| 13. Februar | Elisabeth Freifrau von und zu Guttenberg | deutsche Adelige, Gründerin und Vorsitzende mehrerer sozial-karitativer Einrichtungen und Organisationen        | 97    |       |
| 13. Februar | Lubor Lacina                             | tschechischer Architekt und Hochschullehrer                                                                     | 77    |       |
| 13. Februar | Erwin Lamparter                          | deutscher Politiker (SPD)                                                                                       | 74    |       |
| 13. Februar | Bryan Michael MacMahon                   | irischer Autor                                                                                                  | 88    |       |
| 13. Februar | Hans Müllenbrock                         | preußischer Landrat                                                                                             | 90    |       |
| 13. Februar | Roger Schaffter                          | Schweizer Politiker (FDP)                                                                                       | 80    |       |
| 13. Februar | Ladislav Štípek                          | tschechischer Tischtennisspieler                                                                                | 74    |       |
| 13. Februar | Alfred Struwe                            | deutscher Schauspieler                                                                                          | 70    |       |
| 13. Februar | Betty Wehrli-Knobel                      | Schweizer Journalistin, Frauenrechtlerin und Schriftstellerin                                                   | 93    |       |
| 13. Februar | Kurt Wendlandt                           | deutscher Kunstmaler, Grafiker, Autor und Buchillustrator                                                       | 80    |       |
| 14. Februar | Karl Biehlig                             | deutscher Hornist und Musikpädagoge                                                                             | 77    |       |
| 14. Februar | Edgar Granville, Baron Granville of Eye  | britischer Politiker, Mitglied des House of Commons                                                             | 100   |       |
| 14. Februar | Theodor Jaeckel                          | deutscher evangelischer Theologe und Missionar                                                                  | 89    |       |
| 14. Februar | Gien de Kock                             | niederländische Leichtathletin                                                                                  | 89    |       |
| 14. Februar | Hansel Mieth                             | deutsch-US-amerikanische Fotojournalistin                                                                       | 88    |       |
| 14. Februar | Denise Paulme                            | französische Ethnologin, Anthropologin und Afrikanistin                                                         | 88    |       |
| 14. Februar | Manuel Pérez Martínez                    | spanischer Priester, Befreiungstheologe und Guerilla-Führer                                                     | 54    |       |
| 14. Februar | Heinz Radloff                            | deutscher Politiker (SPD), MdL                                                                                  | 76    |       |
| 15. Februar | Irena Dobrzańska                         | polnische Diskuswerferin                                                                                        | 85    |       |
| 15. Februar | Martha Gellhorn                          | US-amerikanische Schriftstellerin und Auslandskorrespondentin                                                   | 89    |       |
| 15. Februar | Norbert Giltjes                          | deutscher Politiker (CDU), MdL                                                                                  | 55    |       |
| 15. Februar | Erich G. Henkel                          | deutscher Unternehmer und Kunstsammler                                                                          |       |       |
| 15. Februar | Wayne Rodda                              | australischer Schauspieler                                                                                      | 52    |       |
| 15. Februar | George White                             | US-amerikanischer Filmeditor und Filmregisseur                                                                  | 86    |       |
| 16. Februar | Thomas Beran                             | deutscher Vorderasiatischer Archäologe                                                                          | 71    |       |
| 16. Februar | Harry Hinsley                            | englischer Historiker und Kryptoanalytiker                                                                      | 79    |       |
| 16. Februar | Josef Mertin                             | österreichischer Musiker und Orgelbauer                                                                         | 93    |       |
| 16. Februar | Charlotte Teuber                         | österreichische Politologin                                                                                     |       |       |
| 17. Februar | Rudolf Bielka                            | deutscher Agrarwissenschaftler                                                                                  | 81    |       |
| 17. Februar | Nicolas Bouvier                          | Schweizer Schriftsteller                                                                                        | 68    |       |
| 17. Februar | Maurice Bucaille                         | französischer Chirurg, Wissenschaftler, Gelehrter, Mitglied der französischen Gesellschaft der Ägyptologie      | 77    |       |
| 17. Februar | Hilaire Couvreur                         | belgischer Radrennfahrer                                                                                        | 73    |       |
| 17. Februar | Marie-Louise von Franz                   | Schweizer Altphilologin und Psychotherapeutin                                                                   | 83    |       |
| 17. Februar | Gerhard Grimm                            | deutscher Maler, Grafiker und Kunstwissenschaftler                                                              | 70    |       |
| 17. Februar | Ernst Jünger                             | deutscher Schriftsteller und Publizist                                                                          | 102   |       |
| 17. Februar | Ernst Käsemann                           | deutscher lutherischer Theologe, Neutestamentler                                                                | 91    |       |
| 17. Februar | Bob Merrill                              | US-amerikanischer Songwriter, Theaterkomponist, Texter und Drehbuchautor                                        | 76    |       |
| 17. Februar | Gerhard Schlüter                         | deutscher Künstler                                                                                              | 61    |       |
| 17. Februar | Albert Wass                              | ungarischer Schriftsteller und Dichter                                                                          | 90    |       |
| 17. Februar | Lola Zahn                                | deutsche Juristin und Wirtschaftswissenschaftlerin                                                              | 87    |       |
| 18. Februar | Lidia Bongiovanni                        | italienische Sprinterin und Diskuswerferin                                                                      | 83    |       |
| 18. Februar | Richard Crawford White                   | US-amerikanischer Politiker                                                                                     | 74    |       |
| 18. Februar | Reinhold Glatz                           | deutscher Ingenieur und Hochschullehrer                                                                         | 79    |       |
| 18. Februar | Alexander Pawlowitsch Guljajew           | sowjetischer Schachkomponist                                                                                    | 89    |       |
| 18. Februar | Rolv Ryssdal                             | norwegischer Jurist und Richter                                                                                 | 83    |       |
| 18. Februar | Laurie Styvers                           | US-amerikanisch-britische Folk-Pop-Sängerin=46                                                                  |       |       |
| 19. Februar | Klaus Hinrich Heberle                    | US-amerikanischer Philosoph und Politikwissenschaftler                                                          | 67    |       |
| 19. Februar | Hans Irle                                | deutscher Schauspieler                                                                                          | 72    |       |
| 19. Februar | Grandpa Jones                            | US-amerikanischer Country-Musiker                                                                               | 84    |       |
| 19. Februar | André Luisier                            | Schweizer Publizist                                                                                             | 73    |       |
| 19. Februar | George Male                              | englischer Fußballspieler                                                                                       | 87    |       |
| 19. Februar | Charles Martin                           | britischer Automobilrennfahrer                                                                                  | 84    |       |
| 19. Februar | Mancur Olson                             | US-amerikanischer Wirtschaftswissenschaftler                                                                    | 66    |       |
| 19. Februar | Ilse von Senfft                          | deutsche Sendewartin                                                                                            | 81    |       |
| 19. Februar | Erich Vierhub                            | deutscher Manager                                                                                               | 96    |       |
| 20. Februar | Wolfgang Arnold                          | österreichischer Schriftsteller                                                                                 | 76    |       |
| 20. Februar | Oscar Ghez                               | tunesischer Unternehmer, Kunstsammler und Mäzen                                                                 |       |       |
| 20. Februar | Ivor Mairants                            | polnisch-britischer Gitarrist, Musiklehrer und Komponist                                                        | 89    |       |
| 20. Februar | Alois Schardt                            | deutscher Journalist, Programmdirektor des ZDF                                                                  | 71    |       |
| 20. Februar | Virgilio Tommasi                         | italienischer Weitspringer                                                                                      | 92    |       |
| 21. Februar | Karl Geyer                               | österreichischer Fußballspieler und -trainer                                                                    | 98    |       |
| 21. Februar | John Nicolella                           | US-amerikanischer Filmregisseur und -produzent                                                                  | 52    |       |
| 21. Februar | Rosemarie Seidel                         | deutsche Tischtennisspielerin                                                                                   | 57    |       |
| 22. Februar | Kálmán Ábrahám                           | ungarischer kommunistischer Politiker, Mitglied des Parlaments                                                  | 66    |       |
| 22. Februar | José María de Areilza                    | spanischer Diplomat und Politiker                                                                               | 88    |       |
| 22. Februar | Carlo Dionisotti                         | italienischer Romanist und Italianist                                                                           | 89    |       |
| 22. Februar | Clemens Eich                             | deutscher Schauspieler und Schriftsteller                                                                       | 43    |       |
| 22. Februar | Sandro Franchina                         | italienischer Dokumentarfilmer                                                                                  | 58    |       |
| 22. Februar | Edwin Hartl                              | österreichischer Essayist und Kulturpublizist                                                                   | 91    |       |
| 22. Februar | Claus H. Henneberg                       | deutscher Librettist und Übersetzer                                                                             | 62    |       |
| 22. Februar | Jean Klein                               | französischer spiritueller Lehrer und Schriftsteller                                                            | 85    |       |
| 22. Februar | Rachmiel Levine                          | US-amerikanischer Mediziner und Diabetes-Forscher                                                               | 87    |       |
| 22. Februar | Abraham A. Ribicoff                      | US-amerikanischer Politiker                                                                                     | 87    |       |
| 22. Februar | Donald S. Russell                        | US-amerikanischer Politiker und Jurist                                                                          | 92    |       |
| 22. Februar | Jean Sutter                              | französischer Psychiater und Sachbuchautor                                                                      | 86    |       |
| 23. Februar | Gottlieb Frank                           | deutscher Landwirt und Politiker (CDU), MdL                                                                     | 93    |       |
| 23. Februar | Ralph E. Kleinman                        | US-amerikanischer Mathematiker                                                                                  | 67    |       |
| 23. Februar | Franz Senghofer                          | österreichischer Erwachsenenbildner                                                                             | 93    |       |
| 24. Februar | Oscar Brazzi                             | italienischer Filmschaffender                                                                                   | 79    |       |
| 24. Februar | Clara Fraser                             | US-amerikanische Politikerin (Freedom Socialist Party) und Frauenrechtlerin                                     | 74    |       |
| 24. Februar | Alfonsas Gailevičius                     | sowjetischer Politiker, Generalmajor, Vizeminister                                                              | 87    |       |
| 24. Februar | Miff Görling                             | schwedischer Jazz- und Unterhaltungsmusiker                                                                     | 88    |       |
| 24. Februar | Ernst Gutstein                           | österreichischer Opernsänger (Bariton)                                                                          | 73    |       |
| 24. Februar | Wanda Jakubowska                         | polnische Filmregisseurin                                                                                       | 90    |       |
| 24. Februar | Gerhard Kienbaum                         | deutscher Unternehmer, Unternehmensberater und Politiker (FDP, CDU), MdL, MdB                                   | 78    |       |
| 24. Februar | Jorge Omar                               | argentinischer Tangosänger                                                                                      | 86    |       |
| 24. Februar | Lalita Pawar                             | indische Schauspielerin                                                                                         | 81    |       |
| 24. Februar | Antonio Prohías                          | kubanisch-US-amerikanischer Cartoonist                                                                          | 77    |       |
| 24. Februar | Lucas Suppin                             | österreichischer Maler der „école de Paris“                                                                     | 86    |       |
| 25. Februar | Frans Bonduel                            | belgischer Radrennfahrer                                                                                        | 90    |       |
| 25. Februar | Roger George                             | schweizerisch-deutscher Tänzer, Choreograf, Ballettmeister und Tanzpädagoge                                     | 76    |       |
| 25. Februar | Horst Knöpke                             | deutscher Politiker (SPD), MdL                                                                                  | 90    |       |
| 25. Februar | Helmut von Kügelgen                      | deutscher anthroposophischer Pädagoge                                                                           | 81    |       |
| 25. Februar | Umberto Mastroianni                      | italienischer Bildhauer                                                                                         | 87    |       |
| 25. Februar | Rockin’ Sidney                           | US-amerikanischer R&B-, Zydeco- und Soul-Musiker                                                                | 59    |       |
| 25. Februar | Pruden Sánchez                           | spanischer Fußballspieler                                                                                       | 81    |       |
| 25. Februar | Alois Stöger                             | österreichischer Ordensgeistlicher, Abt von Stift Wilten, Großprior der österreichischen Statthalterei des R... | 76    |       |
| 25. Februar | Luigi Veronesi                           | italienischer Fotograf, Filmregisseur, Bühnenbildner, Maler und Zeichner                                        | 89    |       |
| 26. Februar | James Algar                              | US-amerikanischer Zeichentrickfilmer, Drehbuchautor, Filmregisseur und -produzent                               | 85    |       |
| 26. Februar | Hans Graeder                             | deutscher Maler                                                                                                 | 78    |       |
| 26. Februar | Jaap ter Haar                            | niederländischer Schriftsteller                                                                                 | 75    |       |
| 26. Februar | Otto Haxel                               | deutscher Physiker                                                                                              | 88    |       |
| 26. Februar | Marco Tulio Ramírez Roa                  | venezolanischer Geistlicher, Bischof von San Cristóbal de Venezuela                                             | 74    |       |
| 26. Februar | Theodore W. Schultz                      | US-amerikanischer Ökonom und Nobelpreisträger                                                                   | 95    |       |
| 26. Februar | Vico Torriani                            | Schweizer Schlagersänger, Schauspieler, Showmaster und Kochbuchautor                                            | 77    |       |
| 27. Februar | Herbert Bruns                            | deutscher Biologe und Publizist                                                                                 | 77    |       |
| 27. Februar | Pietro Giampaoli                         | italienischer Medailleur und Graveur                                                                            | 100   |       |
| 27. Februar | George Herbert Hitchings                 | US-amerikanischer Biochemiker, Nobelpreisträger für Medizin                                                     | 92    |       |
| 27. Februar | Martin Hollis                            | britischer Philosoph                                                                                            | 59    |       |
| 27. Februar | Alice Rivaz                              | Schweizer Schriftstellerin                                                                                      | 96    |       |
| 27. Februar | Hans-Dieter Scharf                       | deutscher Chemiker                                                                                              | 67    |       |
| 27. Februar | Otto Vossen                              | deutscher Ingenieur und Versicherungsmanager                                                                    | 92    |       |
| 27. Februar | J. T. Walsh                              | US-amerikanischer Schauspieler                                                                                  | 54    |       |
| 28. Februar | Todd Duncan                              | US-amerikanischer Sänger (Bariton), Gesangspädagoge, Schauspieler und Bürgerrechtsaktivist                      | 95    |       |
| 28. Februar | Hildegarde Howard                        | US-amerikanische Paläontologin                                                                                  | 96    |       |
| 28. Februar | Elsy Jacobs                              | luxemburgische Radrennfahrerin                                                                                  | 64    |       |
| 28. Februar | Marie Kettnerová                         | tschechische Tischtennisspielerin                                                                               | 86    |       |
| 28. Februar | Dermot Morgan                            | irischer Schauspieler                                                                                           | 45    |       |
| 28. Februar | Antonio Quarracino                       | argentinischer Kardinal der römisch-katholischen Kirche                                                         | 74    |       |
| Februar     | Humphrey Mulemba                         | sambischer Politiker                                                                                            | 65    |       |

## März
| Tag      | Name                                           | Beruf, bekannt als                                                                                              | Alter | Beleg |
| -------- | ---------------------------------------------- | --- | ----- | ----- |
| 1. März  | Walter Zuber Armstrong                         | US-amerikanischer Jazz-Musiker (Piano, Flöte, Bassklarinette), Komponist, Arrangeur und Hochschullehrer         | 61    |       |
| 1. März  | Jean Balland                                   | französischer katholischer Theologe und Bischof, Kardinal                                                       | 63    |       |
| 1. März  | Gerd Baukhage                                  | deutscher Maler                                                                                                 | 86    |       |
| 1. März  | Donat Cadruvi                                  | Schweizer Politiker (CVP), Schriftsteller und Jurist                                                            | 74    |       |
| 1. März  | Miltiades Caridis                              | deutsch-griechischer Komponist                                                                                  | 74    |       |
| 1. März  | Archie Goodwin                                 | US-amerikanischer Comicautor, -zeichner und -herausgeber                                                        | 60    |       |
| 1. März  | Alexander Michailowitsch Pusanow               | sowjetischer Politiker und Diplomat, Ministerpräsident der RSFSR                                                | 91    |       |
| 1. März  | Toti Scialoja                                  | italienischer Maler, Bühnenbildner und Schriftsteller                                                           | 83    |       |
| 1. März  | Sabina Sesselmann                              | deutsche Schauspielerin                                                                                         | 61    |       |
| 1. März  | Garner E. Shriver                              | US-amerikanischer Politiker                                                                                     | 85    |       |
| 2. März  | Marcus Adeney                                  | kanadischer Cellist, Komponist, Musikpädagoge und Schriftsteller                                                | 97    |       |
| 2. März  | Lucien Bodard                                  | französischer Journalist, Schriftsteller und Schauspieler                                                       | 84    |       |
| 2. März  | Henry Steele Commager                          | US-amerikanischer Historiker                                                                                    | 95    |       |
| 2. März  | Robert A. Grant                                | US-amerikanischer Jurist und Politiker                                                                          | 92    |       |
| 2. März  | Margareta Hunck-Jastram                        | deutsche Politikerin (CDU)                                                                                      | 84    |       |
| 2. März  | Maamun al-Kuzbari                              | syrischer Politiker, Präsident von Syrien                                                                       |       |       |
| 2. März  | Ella Liebermann-Shiber                         | Überlebende und Zeitzeugin des Holocaust                                                                        | 74    |       |
| 2. März  | Ernst Lodermeier                               | deutscher Jurist und Bankmanager                                                                                | 89    |       |
| 2. März  | Darcy O’Brien                                  | US-amerikanischer Schriftsteller                                                                                | 58    |       |
| 2. März  | Hans Strohm                                    | deutscher Klassischer Philologe                                                                                 | 89    |       |
| 2. März  | Takahashi Kenji                                | japanischer Germanist und Übersetzer                                                                            | 95    |       |
| 2. März  | Marzette Watts                                 | US-amerikanischer Jazzmusiker und Komponist                                                                     | 59    |       |
| 3. März  | Giuseppe Caron                                 | italienischer Politiker, MdEP                                                                                   | 94    |       |
| 3. März  | Jacques Droz                                   | französischer Historiker                                                                                        | 88    |       |
| 3. März  | Fred W. Friendly                               | US-amerikanischer Fernsehproduzent, Nachrichtenproduzent und Präsident von CBS News (1964–1966)                 | 82    |       |
| 3. März  | Heinz Heyne                                    | deutscher Politiker (unabhängig)                                                                                | 87    |       |
| 3. März  | Edward Victor Luckhoo                          | guyanischer Generalgouverneur und Präsident Guyanas                                                             | 85    |       |
| 3. März  | Hedley Mattingly                               | britischer Schauspieler                                                                                         | 82    |       |
| 3. März  | Hans J. Müller-Eberhard                        | deutsch-US-amerikanischer Immunologe                                                                            | 70    |       |
| 3. März  | Richard Plant                                  | deutsch-US-amerikanischer Schriftsteller                                                                        | 87    |       |
| 4. März  | Rolf Andra                                     | deutscher Zauberkünstler und Autor                                                                              | 90    |       |
| 4. März  | Betty Bird                                     | österreichische Filmschauspielerin                                                                              | 96    |       |
| 4. März  | Daniel Simon Evans                             | walisischer Akademiker und Hochschullehrer                                                                      | 76    |       |
| 4. März  | Ossip K. Flechtheim                            | deutscher Jurist, Politikwissenschaftler und Begründer der Futurologie in Deutschland                           | 88    |       |
| 4. März  | Johann Gansch                                  | österreichischer Komponist für Blasmusik                                                                        | 72    |       |
| 4. März  | Elisabeth Gürt                                 | österreichische Schriftstellerin                                                                                | 80    |       |
| 4. März  | Helmut Hammerschmidt                           | deutscher Journalist und ehemaliger Intendant des WDR                                                           | 77    |       |
| 4. März  | David King                                     | britischer Schauspieler                                                                                         | 67    |       |
| 4. März  | Arsène Luchini                                 | französischer Skispringer                                                                                       | 75    |       |
| 4. März  | Mara Puškarić-Petras                           | jugoslawische bzw. kroatische Malerin der Naiven Kunst                                                          | 94    |       |
| 04. März | Aulis Reinikka                                 | finnischer Leichtathlet                                                                                         | 82    |       |
| 5. März  | Maria Basaglia                                 | italienische Drehbuchautorin und Regisseurin                                                                    | 85    |       |
| 5. März  | Kurt Bunge                                     | deutscher Maler                                                                                                 | 86    |       |
| 5. März  | Beatrice Krauss                                | US-amerikanische Botanikerin und Hochschullehrerin                                                              | 94    |       |
| 5. März  | Robert Prévôt                                  | deutscher Radiologe und Röntgenologe                                                                            | 96    |       |
| 5. März  | Hans Quecke                                    | deutscher Jesuit, Koptologe und Liturgiewissenschaftler                                                         | 69    |       |
| 5. März  | Donald Woods                                   | kanadisch-US-amerikanischer Schauspieler                                                                        | 91    |       |
| 6. März  | John Maury Allin                               | US-amerikanischer Geistlicher, Oberhaupt der Episcopal Church in the USA                                        | 76    |       |
| 6. März  | Benjamin Bowden                                | britisch-US-amerikanischer Industrie-Designer                                                                   | 91    |       |
| 6. März  | Brigitte Menzel                                | deutsche Ethnologin                                                                                             | 67    |       |
| 6. März  | János Parti                                    | ungarischer Kanute und Olympiasieger                                                                            | 65    |       |
| 6. März  | Pierre Villette                                | französischer Komponist                                                                                         | 72    |       |
| 6. März  | Ernst Weiß                                     | deutscher Politiker (SPD), MdHB                                                                                 | 86    |       |
| 7. März  | Josep Escolà                                   | spanischer Fußballspieler und -trainer                                                                          | 83    |       |
| 7. März  | Olf Fischer                                    | deutscher Autor und Regisseur                                                                                   | 80    |       |
| 7. März  | Adem Jashari                                   | jugoslawisch-kosovarischer Mitbegründer der paramilitärischen Organisation UÇK                                  | 42    |       |
| 7. März  | Maria Katzgrau                                 | deutsche Malerin, Grafikerin und Glasbildnerin                                                                  | 85    |       |
| 7. März  | Gerhard Klampäckel                             | deutscher Maler, Grafiker und Plastiker                                                                         | 78    |       |
| 7. März  | Janko Mežik                                    | jugoslawischer Skispringer                                                                                      | 76    |       |
| 7. März  | Paulius Rabikauskas                            | litauischer Theologe und Kirchenhistoriker                                                                      | 77    |       |
| 7. März  | Leonie Rysanek                                 | österreichische Opernsängerin (Sopran)                                                                          | 71    |       |
| 8. März  | Jack Donaldson, Baron Donaldson of Kingsbridge | britischer Offizier, Manager und Politiker                                                                      | 90    |       |
| 8. März  | James Haggarty                                 | kanadischer Eishockeyspieler                                                                                    | 83    |       |
| 8. März  | Heino Kaack                                    | deutscher Politikwissenschaftler                                                                                |       |       |
| 8. März  | Jack McQuillan                                 | irischer Politiker (Clann na Poblachta, National Progressive Democrats, Irish Labour Party, Socialist Labour... | 77    |       |
| 8. März  | Peter Nilson                                   | schwedischer Astronom und Romanautor                                                                            | 60    |       |
| 8. März  | Ray Nitschke                                   | US-amerikanischer Footballspieler und Schauspieler                                                              | 61    |       |
| 8. März  | Susanne Ussing                                 | dänische Architektin und Künstlerin                                                                             | 57    |       |
| 9. März  | Eberhard Binder                                | deutscher Grafiker, Illustrator und Buchgestalter                                                               | 73    |       |
| 9. März  | Herbert B. Blank                               | deutscher Politiker (CDU)                                                                                       | 50    |       |
| 9. März  | Yolanda Eminescu                               | rumänische Juristin                                                                                             | 76    |       |
| 9. März  | Michael Haslinger                              | österreichischer Politiker (ÖVP), Präsident des Salzburger Landtages                                            | 91    |       |
| 9. März  | Gerhard Lukas                                  | deutscher Historiker und Sportwissenschaftler                                                                   | 83    |       |
| 9. März  | Klaus Matthes                                  | deutscher Mathematiker                                                                                          | 67    |       |
| 9. März  | Anna Maria Ortese                              | italienische Schriftstellerin                                                                                   | 83    |       |
| 9. März  | Colin Patterson                                | britischer Paläontologe                                                                                         | 64    |       |
| 9. März  | Jean-Marie Pérès                               | französischer Meeresbiologe                                                                                     | 82    |       |
| 9. März  | Joachim Richter                                | deutscher Generalleutnant der LSK/LV der Nationalen Volksarmee                                                  | 68    |       |
| 9. März  | Ulrich Schamoni                                | deutscher Filmregisseur und Medienunternehmer                                                                   | 58    |       |
| 9. März  | Brian Walsh                                    | irischer Richter                                                                                                | 79    |       |
| 10. März | Ilse Bing                                      | deutsche Fotografin                                                                                             | 98    |       |
| 10. März | Lloyd Bridges                                  | US-amerikanischer Schauspieler                                                                                  | 85    |       |
| 10. März | George W. Davis                                | US-amerikanischer Artdirector                                                                                   | 83    |       |
| 10. März | Karekin II. Kazanjian                          | Erzbischof und Patriarch von Konstantinopel der Armenischen Apostolischen Kirche                                | 70    |       |
| 10. März | Georg F. Springer                              | US-amerikanischer Mediziner                                                                                     | 74    |       |
| 11. März | Basil Coetzee                                  | südafrikanischer Jazzmusiker                                                                                    | 54    |       |
| 11. März | Roger Delizée                                  | belgischer Politiker (PS)                                                                                       | 63    |       |
| 11. März | Margret Funke-Schmitt-Rink                     | deutsche Politikerin (FDP), MdB                                                                                 | 52    |       |
| 11. März | Buddy Jeannette                                | US-amerikanischer Basketballspieler                                                                             | 80    |       |
| 11. März | Manuel Piñeiro                                 | kubanischer Politiker und Revolutionär                                                                          | 64    |       |
| 11. März | Hans Rall                                      | deutscher Historiker und Archivar                                                                               | 86    |       |
| 11. März | Nino Konis Santana                             | timoresischer Freiheitskämpfer                                                                                  | 41    |       |
| 11. März | Jean Shiley                                    | US-amerikanische Hochspringerin                                                                                 | 86    |       |
| 11. März | Pieter Verdam                                  | niederländischer Rechtswissenschaftler, Hochschullehrer und Politiker                                           | 83    |       |
| 12. März | Ovid Demaris                                   | US-amerikanischer Journalist und Schriftsteller                                                                 | 78    |       |
| 12. März | Benson Idahosa                                 | nigerianischer Evangelist                                                                                       | 59    |       |
| 12. März | Jozef Kroner                                   | slowakischer Schauspieler                                                                                       | 73    |       |
| 12. März | Louis Lévesque                                 | kanadischer Geistlicher, Erzbischof von Rimouski                                                                | 89    |       |
| 12. März | Red Richards                                   | US-amerikanischer Jazzpianist                                                                                   | 85    |       |
| 12. März | Herbert Wessely                                | mährischer Graveur, Komponist, Kunstmaler und Schriftsteller                                                    | 89    |       |
| 12. März | Beatrice Wood                                  | US-amerikanische Schriftstellerin und Objektkünstlerin des Dadaismus                                            | 105   |       |
| 13. März | Paul Etoga                                     | kamerunischer Geistlicher, Bischof von Mbalmayo                                                                 |       |       |
| 13. März | Claudio Gora                                   | italienischer Schauspieler                                                                                      | 84    |       |
| 13. März | Magda Hain                                     | deutsche Schlagersängerin                                                                                       | 77    |       |
| 13. März | Hellmut Ippen                                  | deutscher Dermatologe                                                                                           | 73    |       |
| 13. März | Judge Dread                                    | britischer Reggae- und Ska-Musiker                                                                              | 52    |       |
| 13. März | Jan Coenraad Kamerbeek                         | niederländischer Gräzist                                                                                        | 90    |       |
| 13. März | Jacques Ménager                                | französischer Erzbischof                                                                                        | 85    |       |
| 13. März | Hans Joachim Pabst von Ohain                   | deutsch-US-amerikanischer Physiker, Ingenieur und einer der Väter des Strahltriebwerks                          | 86    |       |
| 13. März | Bill Reid                                      | kanadischer Künstler, Haida                                                                                     | 78    |       |
| 13. März | Karel Styblo                                   | niederländischer Mediziner                                                                                      |       |       |
| 13. März | Uchiyama Kōshō                                 | japanischer Zenmeister                                                                                          |       |       |
| 13. März | Peter Willburger                               | österreichischer Maler und Radierer                                                                             | 55    |       |
| 14. März | Jean-Pierre Brucato                            | französischer Fußballspieler und -trainer                                                                       | 53    |       |
| 14. März | Michael Brückner                               | deutscher Politiker (SPD)                                                                                       | 58    |       |
| 14. März | Abdul Rahman al-Iriani                         | jemenitischer Richter und Politiker                                                                             |       |       |
| 14. März | Friedrich Kunitzer                             | deutscher Maler, Grafiker und Schriftsteller                                                                    | 91    |       |
| 14. März | Martin Schlappner                              | Schweizer Filmkritiker                                                                                          | 78    |       |
| 14. März | Peter Sillett                                  | englischer Fußballspieler                                                                                       | 65    |       |
| 14. März | Helen Zabriski                                 | US-amerikanische Badmintonspielerin                                                                             | 87    |       |
| 15. März | Helmut Bergmann                                | deutscher Kameramann                                                                                            | 72    |       |
| 15. März | Jackie Lee Cochran                             | US-amerikanischer Rockabilly-Musiker                                                                            | 64    |       |
| 15. März | Hugh Coveney                                   | irischer Politiker der Fine Gael                                                                                | 62    |       |
| 15. März | Gennadi Jegorowitsch Jewrjuschichin            | russischer Fußballspieler                                                                                       | 54    |       |
| 15. März | Tim Maia                                       | brasilianischer Sänger, Songwriter, Produzent, Dirigent und Multi-Instrumentalist                               | 55    |       |
| 15. März | Maud Mannoni                                   | belgische Kriminologin und Psychoanalytikerin, Gründerin einer alternativ-psychiatrischen Einrichtung für Ki... | 74    |       |
| 15. März | Dušan Pašek senior                             | slowakischer Eishockeyspieler und -funktionär                                                                   | 37    |       |
| 15. März | Hans Plüschke                                  | deutscher Grenzschutzbeamter, erschoss DDR-Grenzsoldaten, selbst Mordopfer                                      | 59    |       |
| 15. März | Hermann Sandbank                               | deutscher Opernsänger                                                                                           | 81    |       |
| 15. März | Hans Schmidt                                   | deutscher Historiker                                                                                            | 67    |       |
| 15. März | Karl Sieg                                      | deutscher Jurist und Hochschullehrer                                                                            | 86    |       |
| 15. März | Benjamin Spock                                 | US-amerikanischer Kinderarzt                                                                                    | 94    |       |
| 15. März | Clemens Wientjes                               | deutscher Fußballspieler                                                                                        | 78    |       |
| 16. März | Derek H. R. Barton                             | britischer Chemiker und Chemienobelpreisträger                                                                  | 79    |       |
| 16. März | Edith Bergner                                  | deutsche Kinderbuchautorin und Schriftstellerin                                                                 | 80    |       |
| 16. März | Sonja Bragowa                                  | deutsche Ausdrucks-, Revue- und Solotänzerin                                                                    | 94    |       |
| 16. März | Esther Bubley                                  | US-amerikanische Fotografin                                                                                     | 77    |       |
| 16. März | Eugen Eckert                                   | deutscher Bildhauer und Kunstmaler                                                                              | 86    |       |
| 16. März | Wolfgang Grönebaum                             | deutscher Schauspieler                                                                                          | 71    |       |
| 17. März | Harold Copp                                    | kanadischer Biochemiker                                                                                         | 83    |       |
| 17. März | Judah Moshe Eisenberg                          | US-amerikanischer Kernphysiker                                                                                  | 59    |       |
| 17. März | Annegert Fuchshuber                            | deutsche Illustratorin                                                                                          | 57    |       |
| 17. März | Edmund Asbury Gullion                          | US-amerikanischer Diplomat                                                                                      | 85    |       |
| 17. März | Werner Kaltefleiter                            | deutscher Politologe, Wahlforscher und Politiker (CDU)                                                          | 60    |       |
| 17. März | Hans Rödhammer                                 | österreichischer Politiker (ÖVP), Landtagsabgeordneter, Abgeordneter zum Nationalrat                            | 88    |       |
| 17. März | Jacques Savoye                                 | französischer Unternehmer und Automobilrennfahrer                                                               | 92    |       |
| 17. März | Helen Westcott                                 | US-amerikanische Schauspielerin                                                                                 | 70    |       |
| 18. März | Alfons M. J. Evers                             | deutscher Fabrikant, Verleger, Antiquar und Koleopterologe                                                      | 79    |       |
| 18. März | Siegfried Franz                                | deutscher Film- und Hörspielkomponist                                                                           | 84    |       |
| 18. März | Siegfried Kunstreich                           | deutscher Künstler und Kunsterzieher                                                                            | 90    |       |
| 18. März | Thomas Mitscherlich                            | deutscher Filmregisseur und Autor                                                                               | 55    |       |
| 18. März | Klaus Mollenhauer                              | deutscher Sozialpädagoge und Erziehungswissenschaftler                                                          | 69    |       |
| 18. März | Ambrose Zwane                                  | swasiländischer Politiker                                                                                       |       |       |
| 19. März | Klaus Havenstein                               | deutscher Schauspieler, Kabarettist und Moderator                                                               | 75    |       |
| 19. März | E. M. Sankaran Namboodiripad                   | indischer Politiker und Chief Minister Keralas                                                                  | 88    |       |
| 19. März | Jean Rouxel                                    | französischer Chemiker                                                                                          | 63    |       |
| 19. März | Catherine Sauvage                              | französische Chansonnière und Schauspielerin                                                                    | 68    |       |
| 19. März | Jimmy Scoular                                  | schottischer Fußballspieler und -trainer                                                                        | 73    |       |
| 19. März | Georg Seyler                                   | deutscher Maler und Grafiker                                                                                    | 82    |       |
| 19. März | Jean-Baptiste Outhay Thepmany                  | laotischer Ordensgeistlicher                                                                                    |       |       |
| 19. März | Werner Volke                                   | deutscher Germanist                                                                                             | 70    |       |
| 20. März | Yemima Avidar-Tchernovitz                      | israelische Kinderbuchautorin                                                                                   | 88    |       |
| 20. März | Beverley Cross                                 | britischer Librettist für Opern und Musicals sowie Drehbuchautor                                                | 66    |       |
| 20. März | Reinhard von Kirchbach                         | deutscher evangelisch-lutherischer Pastor und Propst                                                            | 84    |       |
| 20. März | Paul Klein                                     | deutscher Mikrobiologe und Immunologe                                                                           | 78    |       |
| 20. März | Günther Stökl                                  | deutscher Osteuropahistoriker und Hochschullehrer                                                               | 82    |       |
| 20. März | Walter Werner                                  | deutscher Politiker (SPD), MdL                                                                                  | 85    |       |
| 20. März | Jean Zoa                                       | kamerunischer römisch-katholischer Geistlicher                                                                  |       |       |
| 21. März | Milton Cruz                                    | dominikanischer Pianist                                                                                         | 59    |       |
| 21. März | Erich Freund                                   | deutscher Wirtschaftswissenschaftler                                                                            | 85    |       |
| 21. März | Horst Korsching                                | deutscher Physiker                                                                                              | 85    |       |
| 21. März | Rose Peltesohn                                 | israelische Mathematikerin                                                                                      | 84    |       |
| 21. März | Emil Seiler                                    | deutscher Bratschist, Komponist und Musikpädagoge                                                               | 92    |       |
| 21. März | Galina Sergejewna Ulanowa                      | russische Primaballerina                                                                                        | 88    |       |
| 21. März | Meinrad Zünd                                   | Schweizer Künstler                                                                                              | 81    |       |
| 22. März | John Richard Keating                           | US-amerikanischer Geistlicher, Bischof von Arlington                                                            | 63    |       |
| 22. März | Fjodor Iwanowitsch Koschewnikow                | russischer Jurist                                                                                               | 94    |       |
| 22. März | Nishimura Shōichi                              | japanischer Fußballspieler                                                                                      | 86    |       |
| 23. März | Martha Frühwirt                                | österreichische Selbsthilfegruppe-Gründerin                                                                     | 73    |       |
| 23. März | Tomasz Jasiński                                | polnischer Eishockeyspieler                                                                                     | 81    |       |
| 23. März | Gerald Stano                                   | US-amerikanischer Serienmörder                                                                                  | 46    |       |
| 24. März | António Ribeiro                                | portugiesischer Kardinal der römisch-katholischen Kirche und Patriarch von Lissabon                             | 69    |       |
| 25. März | Kurt Barnekow                                  | deutscher Möbelfabrikant und -händler                                                                           | 87    |       |
| 25. März | Gitta Deutsch                                  | österreichische Schriftstellerin und literarische Übersetzerin                                                  | 74    |       |
| 25. März | Daniel Massey                                  | britischer Schauspieler                                                                                         | 64    |       |
| 25. März | Wladimir Semjonowitsch Pugatschow              | sowjetischer Mathematiker                                                                                       | 87    |       |
| 25. März | Steven Schiff                                  | US-amerikanischer Politiker                                                                                     | 51    |       |
| 25. März | Alfred Schnayder                               | österreichischer Theater- und Filmschauspieler                                                                  | 85    |       |
| 25. März | Eduard Zwick                                   | rumänisch-deutscher Heilarzt                                                                                    | 76    |       |
| 26. März | Tristan Brübach                                | deutsches Mordopfer                                                                                             | 13    |       |
| 26. März | Dennis Charles                                 | US-amerikanischer Jazz-Schlagzeuger                                                                             | 64    |       |
| 26. März | Siegfried Koller                               | deutscher Sozialmediziner                                                                                       | 90    |       |
| 26. März | James Francis Lynch                            | US-amerikanischer Zoologe und Naturschützer                                                                     | 55    |       |
| 26. März | Josef Scheuplein                               | deutscher Maler, Graphiker und Kunsterzieher                                                                    | 81    |       |
| 27. März | Nadija Andrianowa                              | ukrainische Autorin, Übersetzerin und Esperantistin                                                             | 76    |       |
| 27. März | Rudolf Bachmann                                | deutscher Politiker (CSU), MdL                                                                                  | 72    |       |
| 27. März | David Bourdon                                  | US-amerikanischer Journalist, Kunstkritiker und Buchautor                                                       | 63    |       |
| 27. März | Julio César Britos                             | uruguayischer Fußballspieler                                                                                    | 71    |       |
| 27. März | Hertha Christophersen                          | dänische Schauspielerin                                                                                         | 100   |       |
| 27. März | Otto Freiherr von Feury                        | deutscher Politiker (CSU), MdL, MdB und Bauernfunktionär                                                        | 91    |       |
| 27. März | Joan Lestor, Baroness Lestor of Eccles         | britische Politikerin (Labour Party), Mitglied des House of Commons                                             | 66    |       |
| 27. März | David McClelland                               | US-amerikanischer Psychologe                                                                                    | 80    |       |
| 27. März | Ferry Porsche                                  | deutsch-österreichischer Unternehmer                                                                            | 88    |       |
| 27. März | Karl-Adolf Zenker                              | deutscher Marineoffizier; Admiral, Inspekteur der Marine                                                        | 90    |       |
| 28. März | Else Elster                                    | deutsche Schauspielerin                                                                                         | 88    |       |
| 28. März | Albert Levan                                   | schwedischer Botaniker und Genetiker                                                                            | 93    |       |
| 28. März | Rainer Pawkowicz                               | österreichischer Politiker (FPÖ), Landtagsabgeordneter, Abgeordneter zum Nationalrat                            | 54    |       |
| 28. März | Giovanni Valetti                               | italienischer Radrennfahrer                                                                                     | 84    |       |
| 29. März | Giuliano Biagetti                              | italienischer Filmregisseur und Drehbuchautor                                                                   | 72    |       |
| 29. März | Kvitka Cisyk                                   | US-amerikanische Koloratursopranistin                                                                           | 44    |       |
| 29. März | Hermann Levin Goldschmidt                      | Schweizer Philosoph                                                                                             | 83    |       |
| 29. März | Terho Itkonen                                  | finnischer Linguist                                                                                             | 65    |       |
| 30. März | Michèle Arnaud                                 | französische Sängerin                                                                                           | 79    |       |
| 30. März | Judias Anna Buenoano                           | US-amerikanische Serienmörderin                                                                                 | 54    |       |
| 30. März | Max Cosyns                                     | belgischer Physiker                                                                                             | 91    |       |
| 30. März | André Loucheur                                 | französischer römisch-katholischer Ordensgeistlicher und Bischof von Bafia                                      | 87    |       |
| 30. März | Athelstan Frederick Spilhaus                   | südafrikanisch-US-amerikanischer Ingenieur, Ozeanograph, Meteorologe und Erfinder                               | 86    |       |
| 30. März | Tanaka Tatsuo                                  | japanischer Politiker                                                                                           | 87    |       |
| 31. März | Bella Abzug                                    | US-amerikanische Politikerin                                                                                    | 77    |       |
| 31. März | Willi Auer                                     | deutscher Politiker                                                                                             | 48    |       |
| 31. März | Tim Flock                                      | US-amerikanischer NASCAR-Rennfahrer und Meister                                                                 | 73    |       |
| 31. März | Massimo Franciosa                              | italienischer Drehbuchautor und Filmregisseur                                                                   | 73    |       |
| 31. März | Roger Vandooren                                | französischer Fußballspieler                                                                                    | 74    |       |
| März     | Roland Donath                                  | deutscher Rechtswissenschaftler                                                                                 |       |       |
| März     | Peter Elson                                    | englischer Illustrator, Maler und Grafiker                                                                      | 51    |       |